# Blauwkroontje
Het blauwkroontje (Loriculus galgulus) is een papegaaiachtige uit de familie van de papegaaien van de Oude Wereld (Psittaculidae). De wetenschappelijke naam van de soort werd als Psittacus galgulus in 1758 gepubliceerd door Carl Linnaeus.

## Beschrijving
Deze vogel is 12 cm lang en is overwegend groen. Het blauwkroontje en andere vogels uit dit geslacht worden wel vleermuisparkieten genoemd omdat ze net als vleermuizen ondersteboven hangend kunnen rusten en slapen.
Het mannetje heeft een blauwe vlek op de kop en een rode keelvlek, het vrouwtje mist beide. De stuit en het grootste deel van de vrij korte staart zijn rood, de poten zijn lichtgrijs.

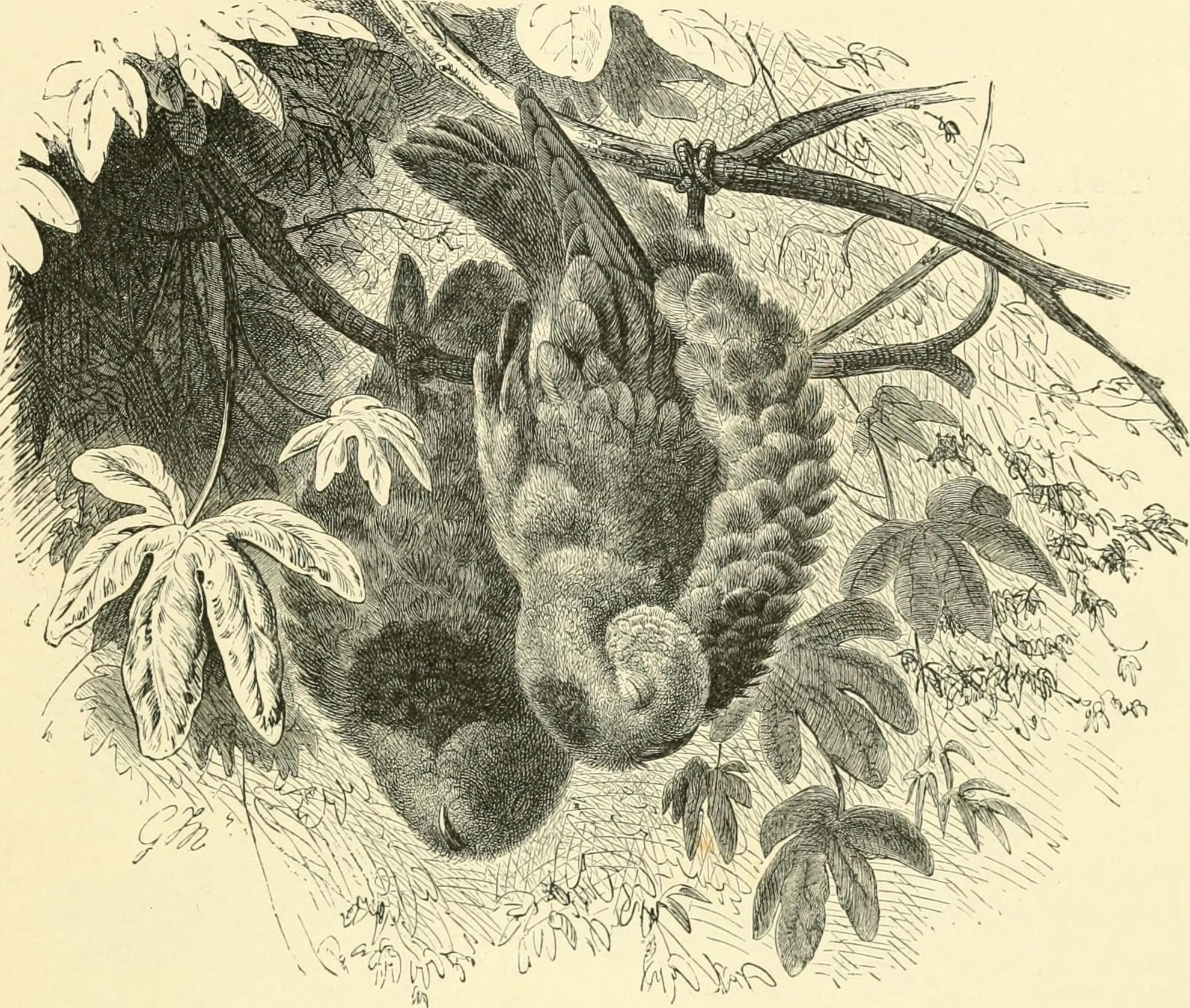
Slapende blauwkroontjes
(1893), The royal natural history

## Verspreiding en leefgebied
Deze vogel komt voor op Malakka, Sumatra en Borneo. Het is een algemene vogel in regenwoud en secundair bos.

## Status
Het blauwkroontje heeft een groot verspreidingsgebied en daardoor alleen al is de kans op uitsterven uiterst gering. De grootte van de populatie is niet gekwantificeerd en er is geen aanleiding te veronderstellen dat de soort in aantal achteruit gaat. Om die redenen staat deze soort vleermuisparkiet als niet bedreigd op de Rode Lijst van de IUCN.

## Verzorging in gevangenschap
De blauwkroontjes zijn vogels die niet zonder een warme omgeving kunnen. Daarom mogen ze alleen in de warmste zomermaanden in een buitenvolière gehouden worden. Zelfs dan moeten ze op een goed beschutte plaats kunnen zitten.
Hun voedsel bestaat uit allerlei zachte vruchten bijvoorbeeld vijgen, bananen, zachte peren, besjes, appels en kleine insecten. Zachte, geweekte of voorgekookte zaden komen ook in aanmerking, zoals gekookte rijst.
Deze vogel is heel sociaal en is het liefst in gezelschap van een of meerdere soortgenoten.
Zoals de meeste papegaaiachtigen mag hij graag klauteren.